# The Open Door
The Open Door este albumul formației rock din SUA Evanescence. Al doilea proiect de studio a fost lansat pe 25 septembrie 2006 în Polonia, 27 septembrie 2006 în Japonia, 29 septembrie 2006 în Irlanda, 30 septembrie 2006 în Australia și Italia și pe 2 octombrie 2006 in celelalte țări ale Europei, 3 octombrie 2006 în America de Nord, și pe 4 octombrie 2006 în Argentina.

## Albumul
The Open Door a debutat pe locul 1 în SUA, Australia, Grecia, Germania și Elveția și a fost în Top 5 în Austria, Canada, Franța, Olanda, Hong Kong, Italia, Israel, Japonia, Noua Zeelandă, Suedia, Marea Britanie, Irlanda, Coreea de Sud, Norvegia și Danemarca.
The Open Door a debutat pe locul 1 în SUA Billboard 200.

## Lista cântecelor
| #   | TItlul                      | Muzica/Versuri          | Durata |
| --- | --------------------------- | ----------------------- | ------ |
| 1.  | "Sweet Sacrifice"           | Lee, Amy/Balsamo, Terry | 3:05   |
| 2.  | "Call Me When You're Sober" | Lee, Amy/Balsamo, Terry | 3:34   |
| 3.  | "Weight Of The World"       | Lee, Amy/Balsamo, Terry | 3:37   |
| 4.  | "Lithium"                   | Lee, Amy                | 3:44   |
| 5.  | "Cloud Nine"                | Lee, Amy/Balsamo, Terry | 4:22   |
| 6.  | "Snow White Queen"          | Lee, Amy/Balsamo, Terry | 4:22   |
| 7.  | "Lacrymosa"                 | Lee, Amy/Balsamo, Terry | 3:37   |
| 8.  | "Like You"                  | Lee, Amy                | 4:16   |
| 9.  | "Lose Control"              | Lee, Amy/Balsamo, Terry | 4:50   |
| 10. | "The Only One"              | Lee, Amy/Balsamo, Terry | 4:40   |
| 11. | "Your Star"                 | Lee, Amy/Balsamo, Terry | 4:43   |
| 12. | "All That I'm Living For"   | Lee, Amy/LeCompt, John  | 3:48   |
| 13. | "Good Enough"               | Lee, Amy                | 5:31   |

- B Sides

| #   | Title                                                                         | Writer(s)                            | Duration |
| --- | ----------------------------------------------------------------------------- | ------------------------------------ | -------- |
| --- | "The Last Song I'm Wasting On You" (The Open Door online pre-order exclusive) | Lee, Amy                             | 4:07     |
| --- | "If You Don't Mind"                                                           | Amy Lee, Terry Balsamo, William Boyd |          |
| --- | "Together Again"                                                              | Amy Lee                              |          |
| --- | "The Narnia Song"                                                             | Amy Lee                              |          |

## The Open Door în topuri
| Topul (2006)                 | Poziția |
| ---------------------------- | ------- |
| U.S. Billboard 200           | 1       |
| Australia Top 50 Albums      | 1       |
| Austria Top 75 Albums        | 2       |
| Belgium Top 50 Albums        | 9       |
| Brazil                       | 1       |
| Canada Top 50 Albums         | 2       |
| Czech Republic Top 50 Albums | 4       |
| Denmark Top 40 Albums        | 5       |
| Estonia Top 100 Albums       | 4       |
| Finland Top 40 Albums        | 5       |
| France Top 100 Albums        | 2       |
| Germany Top 100 Albums       | 1       |
| Greek International Albums   | 1       |
| Irish Top 75 Albums          | 3       |
| Israel                       | 2       |

| Chart (2006)               | Peak position |
| -------------------------- | ------------- |
| Italy                      | 2             |
| Japan                      | 4             |
| Mexican                    | 1             |
| Netherlands Top 100 Albums | 2             |
| New Zealand Top 40 Albums  | 2             |
| Norway Top 40 Albums       | 2             |
| Polish                     | 8             |
| Portugal                   | 2             |
| Spain                      | 5             |
| Sweden Top 60 Albums       | 2             |
| Switzerland Top 100 Albums | 1             |
| UK Top 75 Albums           | 2             |
| Venezuela                  | 2             |
| Europe                     | 1             |
| United World Chart         | 1             |